# Iglesia de Santiago Apóstol (Medina de Rioseco)
La iglesia de Santiago Apóstol, a veces llamada de Santiago de los Caballeros, de Medina de Rioseco (Valladolid, Castilla y León, España), es un templo de culto católico de grandes proporciones construido entre los siglos XVI y XVII en una inusual amalgama de estilos, conjugándose un gótico muy tardío con los renacimientos plateresco, clasicista y herreriano, presentes en la fábrica exterior y el alzado interior, y el barroco, que caracteriza las cubiertas abovedadas y el monumental Retablo Mayor. Bien de Interés Cultural (BIC), es Monumento Histórico-Artístico Nacional desde 1964. En 2011 acogió las Edades del Hombre, que se celebraron en Medina de Rioseco y Medina del Campo, desde mayo hasta noviembre de ese año.

## Descripción

### Arquitectura exterior
Su construcción la inició en 1533, en plena época plateresca, en estilo gótico tardío por el insigne arquitecto Rodrigo Gil de Hontañón, en su etapa de juventud a la que seguiría la etapa de madurez en la que ya diseñaría todas sus construcciones en estilo renacentista. A la muerte del maestro en 1577 el templo estaba inconcluso, faltando de erigir el cierre por los pies. Fue entonces cuando se involucró en las obras Alonso de Tolosa, arquitecto seguidor del estilo renacentista herreriano, que trabajaba por entonces en la Catedral de Valladolid, y que diseñó las trazas para la fachada principal de poniente. De su ejecución se encargó Juan de Hermosa, hombre de su confianza, y de larga y dilatada obra en Medina de Rioseco. 

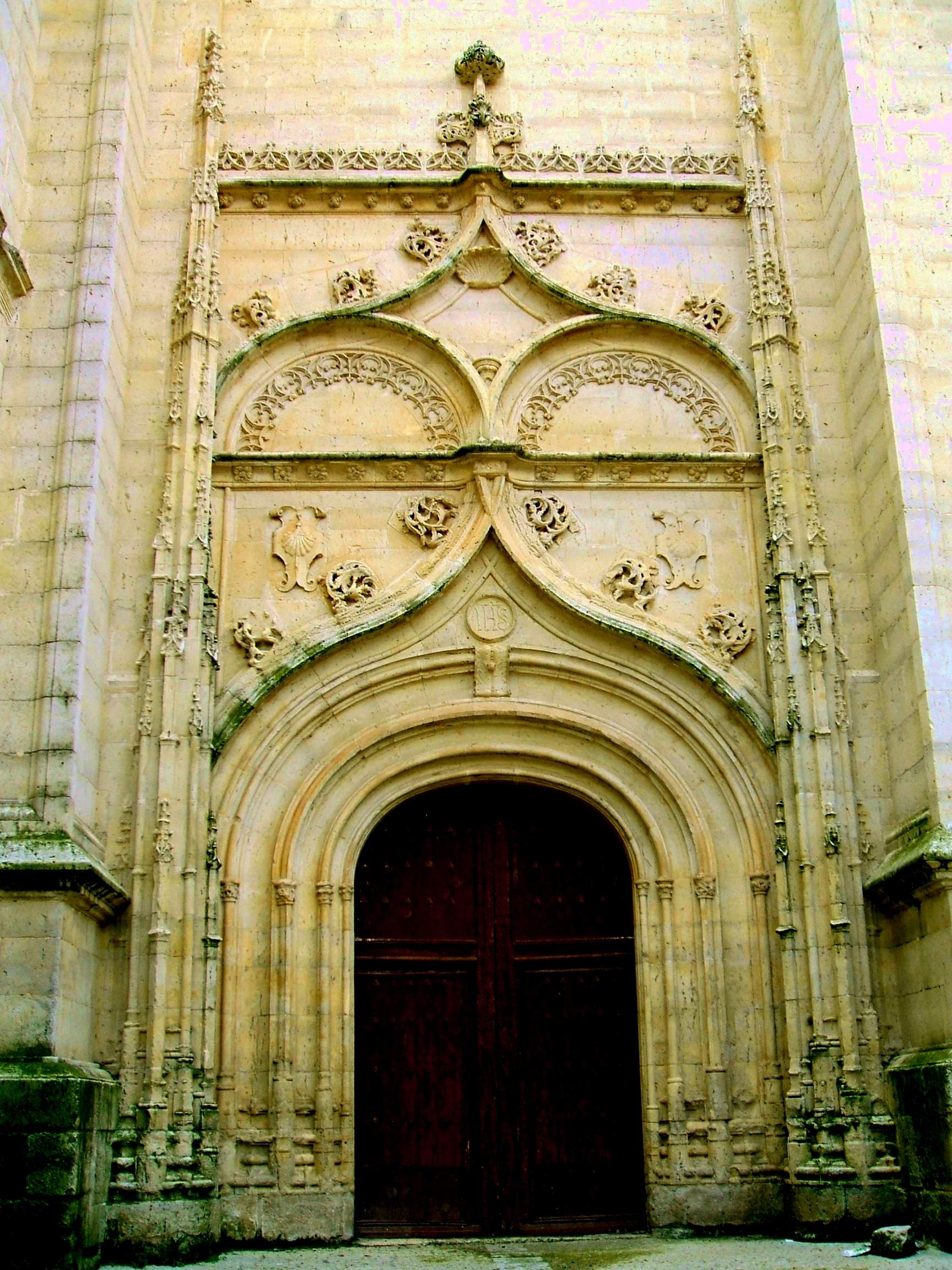
Portada norte tardogótica (s-XVI)

El hastial, de rectilínea severidad y monumental porte, se articula en tres pisos y tres calles, destacándose hacia fuera la central. Las calles laterales son, en realidad, los cuerpos bajos de las torres campanarios, de las que sólo se llegó a terminar la orientada al sur, que sigue el modelo de las proyectadas por Juan de Herrera para la seo vallisoletana: grandes prismas con pilastras pareadas en los extremos. La calle central se compone de dos entablamientos superpuestos, sostenidos por columnas corintias pareadas. Sorprende la armonía de proporciones del cuerpo bajo en contraste con la desproporción del alto, que se prolongó en altura más de lo debido para dar solución al cierre de las naves ya construidas. La puerta de esta fachada es un sencillo vano adintelado, sin arco triunfal, sobre el que se abre un óculo redondo para iluminar el sotacoro. En el segundo cuerpo se abre el ventanal que ilumina el coro alto y sobre él, en una hornacina, se asoma el santo titular del templo.

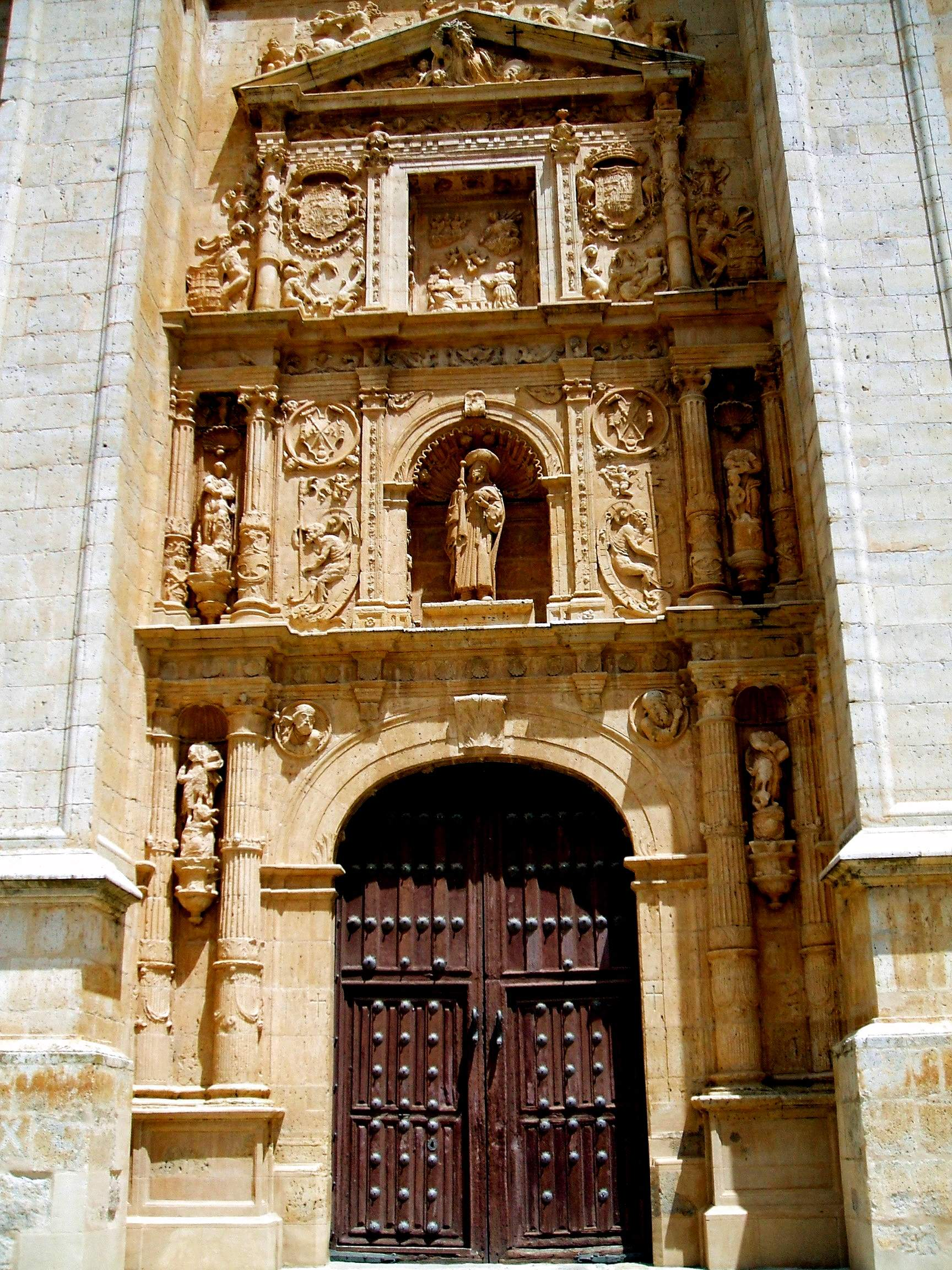
Portada sur plateresca

Otras dos portadas complementan esta fachada de fuerte impronta herreriana: una tardogótica, al norte, y otra renacentista, al sur. La parte oriental, en la cabecera, se cierra con un triple ábside curvo, de muy macizo e imponente aspecto, recorrido por contrafuertes prismáticos y líneas de base, imposta y cornisa. La portada norte es un ejemplo del gótico isabelino más postrero. El arco de ingreso, carpanel, presenta tres arquivoltas con trasdós conopial; de este conopio parten dos arcos de medio punto tangentes que conforman un segundo cuerpo y que a su vez cubre otro arco conopial, del cual emerge el típico florón de remate. La portada está delimitada en los extremos por dos agujas góticas de grosor decreciente que le confieren ritmo ascensional. Una cenefa decorativa en la parte superior cierra el conjunto a modo de arco alfiz. La decoración, no exuberante, es a base de chambranas, cardinas y crestería gótica. La portada sur es un magnífico ejemplo del arte renacencista de mediados del siglo XVI, luego se remonta a un período constructivo posterior al de la portada norte pero anterior al de la fachada principal. Se trata de una portada-tapiz construida por Rodrigo Gil de Hontañón en 1547 en la transición estilística del plateresco al purismo. 

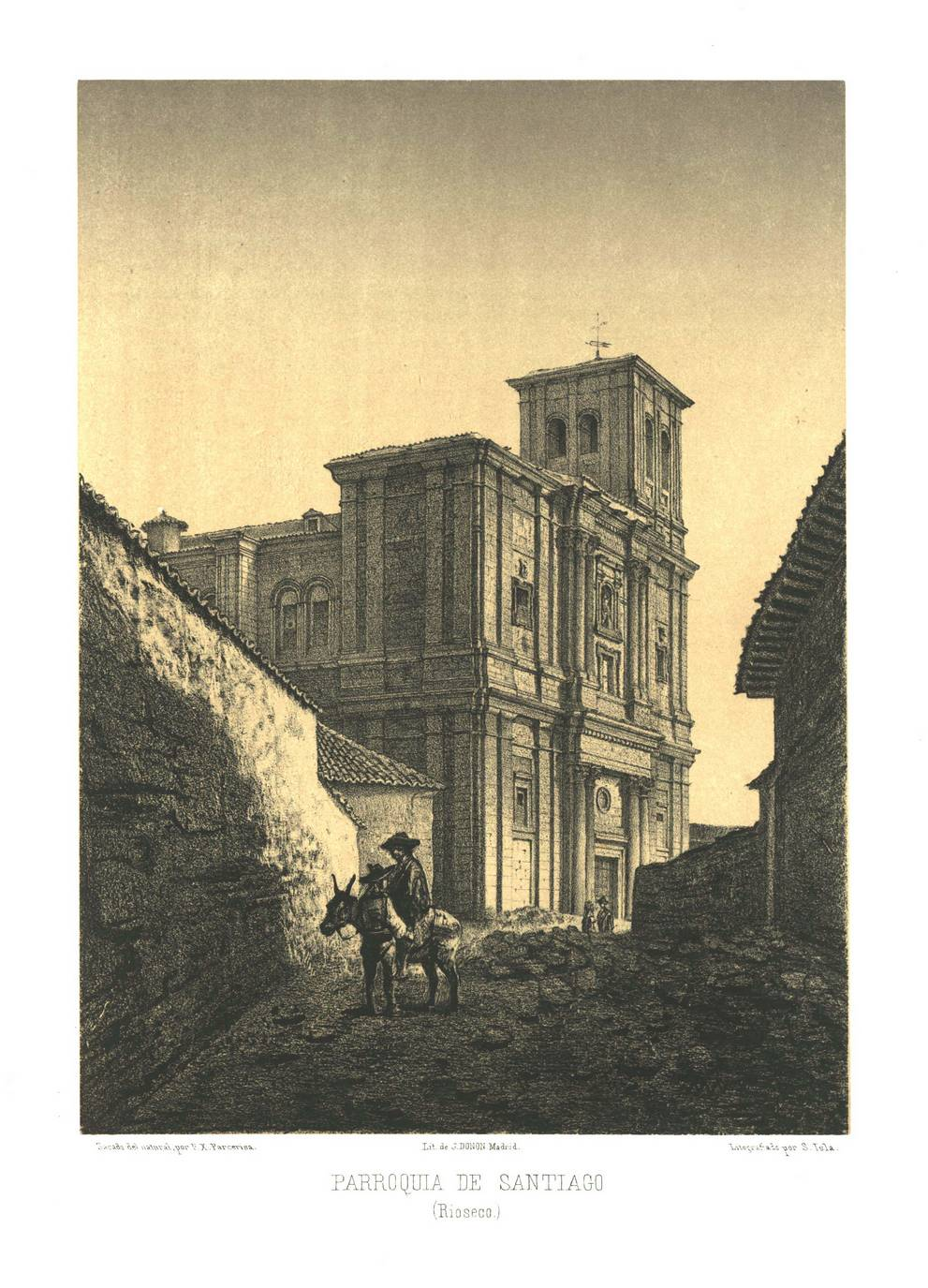
Iglesia de Santiago, Francisco Javier Parcerisa

El autor debió seguir el modelo de su trabajo más célebre, la fachada del Colegio Mayor de San Ildefonso de la actual Universidad de Alcalá de Henares. Alojada entre dos contrafuertes, está muy vertical portada se compone de tres cuerpos y un remate en frontón con el busto del Padre Eterno, que verticalmente están recorridos por tres calles, siendo la central cuatro veces más ancha que las laterales. Los cuerpos son entablamientos con friso, sostenidos por pares de columnas de órdenes compuestos. En el cuerpo inferior se abre la puerta de entrada, un arco carpanel. En el segundo cuerpo, la imagen del santo titular, Santiago Peregrino, se yerge en una hornacina avenerada. En las calles laterales de este cuerpo y del inferior, en estrechas hornacinas en los intercolumnios, aparecen los cuatro evangelistas, que junto con el relieve de la Virgen del Pilar que preside del tercer cuerpo son obra del escultor riosecano Juan Canseco, del siglo XVIII. La parte ornamental de esta fachada tan escultórica fue labrada por el entallador palentino Miguel de Espinosa. La decoración en columnas, enjutas, frisos, aletones y acróteras reúne el repertorio habitual del plateresco: grutescos, guerreros recostados, putti, seres fantásticos, medallones, escudos, etc.

### Arquitectura interior
La planta es de tipo salón, con las naves laterales compartiendo altura con la nave central. El eje longitudinal se compartimenta en cinco tramos, el primero de los cuales acoge el coro en la nave central (sus equivalentes en las naves laterales están ocupados por los cubos de la torres), más la triple cabecera de ábsides semicirculares. Las grandes dimensiones del volumen se ven realzadas por el alzado, consistente en pilares fasciculados muy esbeltos. En total se alzan seis pilares exentos y otros doce adosados a los muros perimetrales. Para evitar una excesiva sensación de verticalidad, una línea de imposta recorre los pilares a una cierta altura y, más arriba, otra, a modo de capitel en collarino, marca el arranque de unos elegantes arcos apuntados cuyo peralte prolonga la esbeltez de las naves. En el espacio de estos arcos, sobre un deambulatorio con balaustrada de madera que recorre toda la iglesia, se abren, en los muros laterales, pares de ventanales por los que entra una abundante iluminación.
Las cubiertas son un alarde de creatividad artística. Los arcos apuntados sostienen una serie de suntuosas bóvedas y cúpulas barrocas realizadas por Felipe Berrojo a partir de 1672. Las naves laterales se cubren con modelos de bóveda de arista y la nave central se cubre con cúpulas elípticas salvo en los tramos primero, sobre el coro, y el último antes de la cabecera, concebido como falso crucero, que se cubren con cúpulas de media naranja con gallones; la cúpula del tramo cabecero incorpora además una balaustrada en el tambor interior. Todas ellas se apoyan en pechinas. Construidas en ladrillo y lucidas con yeso blanco y policromado, los motivos decorativos son abultados, de relieve bien marcado, resaltándose con policromía los símbolos del santo titular: la cocha de peregrino, la cruz santiaguista e incluso la figura del santo a caballo.

### Capillas y mobiliario

#### Retablo Mayor

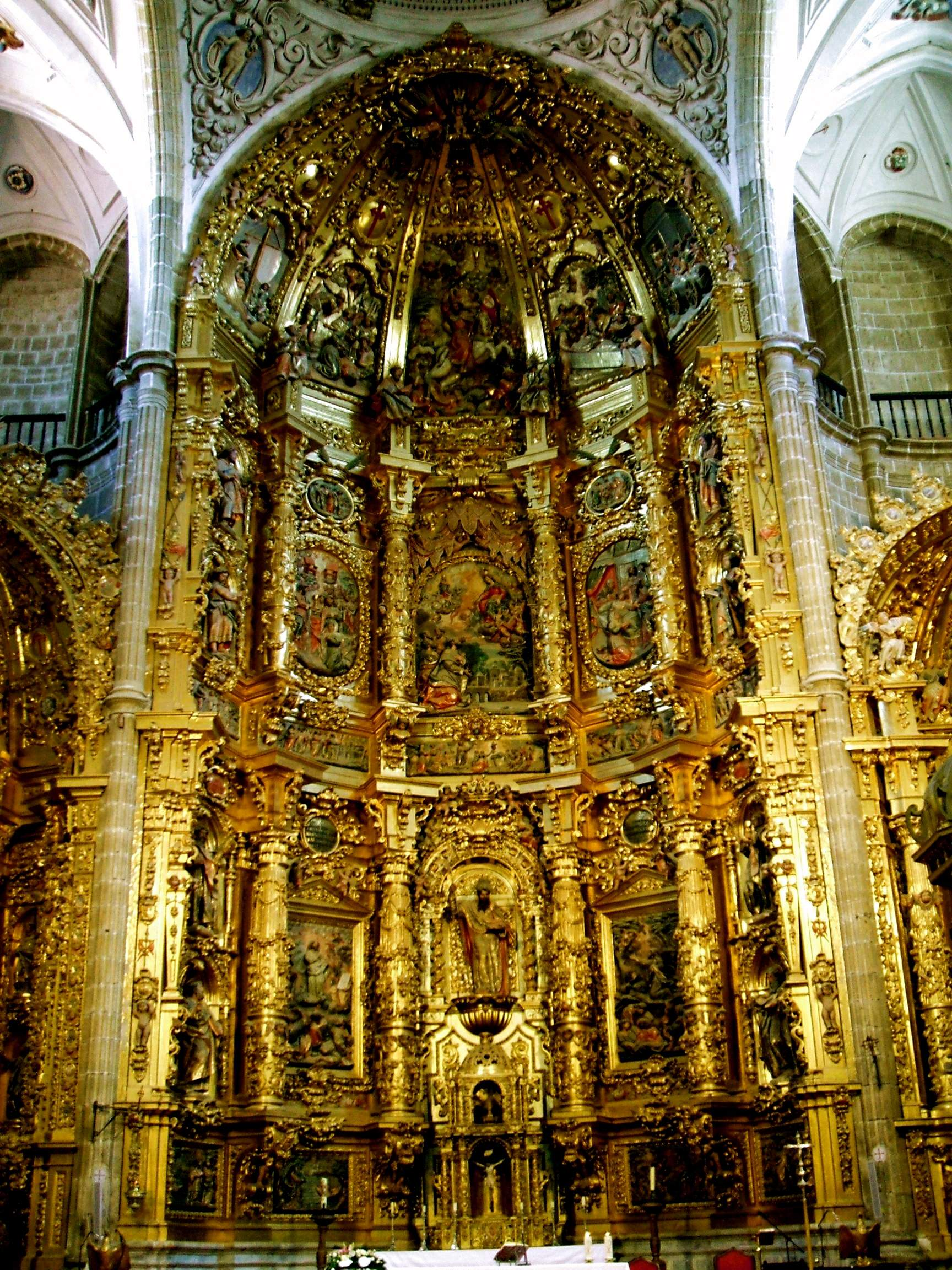
Retablo mayor barroco

La estructura escultórica, de enormes proporciones y majestuoso aspecto, se adapta exactamente a todo el hueco del ábside central, que tiene remate apuntado. Este retablo, dedicado a Santiago el Mayor, es toda una síntesis del esplendor que consiguió la estética del barroco. La profusión en la decoración y el dorado está sometida, sin embargo, al orden y el equilibrio más clásicos en su ordenamiento arquitectónico: el banco, los dos cuerpos, el ático-cascarón y las cinco calles que los recorren de abajo a arriba están perfectamente delimitados por columnas y frisos, generando una perspectiva ascensorial que conjuga con la verticalidad de la fábrica en que está contenido. Hay, además, una clara distinción entre los elementos arquitectónicos, marcados por el dorado, y los escultóricos, que van además policromados. Los entablamientos que separan los cuerpos y el segundo cuerpo y el ático están alineados con las líneas de imposta de la nave, lo que completa la integración de la mazonería en la arquitectura del templo, dando una gran sensación de continuidad y de ocupación del espacio. La labor escultórica sigue un riguroso programa iconográfico, centrado en los episodios de la vida del apóstol Santiago y su vinculación con España. Destacan el gran relieve central del segundo cuerpo, dedicado a La Aparición de la Virgen al Apóstol Santiago en Zaragoza y en el ático el relieve, casi de bulto redondo, representando a Santiago Matamoros.
La obra fue costeada por dos benefactores privados, Juan Álvarez Valverde y su mujer, María de Paz, y encargada a los profesionales más prestigiosos de la época. Las trazas las diseñó Joaquín de Churriguera. De la parte arquitectónica se encargaron en 1703 los ensambladores Diego de Suhano y Francisco Pérez. Y la parte escultórica corrió a cargo del riosecano Tomás de la Sierra, que la ejecutó en la más pura tradición de la escuela castellana.

#### Retablos laterales de la cabecera
Las cabeceras de las naves laterales están guarnecidas con unos retablos barrocos que vienen a ser una versión reducida, pero todavía espléndidos, del Retablo Mayor. Ambos tienen cuatro grandes columnas en el cuerpo central que generan tres calles, se rematan en un cascarón y están ricamente dorados. El del lado del Evangelio, ensamblado por Carlos Carnicero según trazas de Pedro de Correas, está dedicado a la Purísima Concepción, aunque la hornacina central acoge actualmente una imagen de San José y el Niño, del estilo de Gregorio Fernández. En el cascarón, un relieve con La educación de la Virgen. En las calles laterales, cuatro esculturas de madera policromada, entre las que destacan, a la izquierda, las de San Francisco y San Miguel Arcángel.
El retablo de la nave de la Epístola fue realizado en 1734 en estilo pre-rococó. En la hornacina central, La Virgen de la Leche, magnífica talla de principios del siglo XVI, del estilo de Alejo de Vahía y con influencias germano-flamencas. En la calle de la izquierda, las imágenes en bulto redondo de San Joaquín y Santa Ana, y en la de la derecha, las de Santa Bárbara y San Antón. En el cascarón, el relieve de La visita de la Virgen a Santa Isabel.

#### Capillas laterales y otro mobiliario
Las capillas de los muros laterales no forman espacios arquitectónicos diferenciados sino que son simples hornacinas, de escasa profundidad, abiertas en la pared. Contienen las imágenes o los pequeños retablos de las advocaciones a que está dedicadas. Tienden a agruparse de dos en dos y están enmarcadas por arcos de medio punto cuya rosca, una moldura plateresca, se cruza en una jamba común.
En el lado de la Epístola, y en la parte más cercana a la cabecera, destacan en una de las hornacinas una imagen de Santiago Matamoros, del siglo XVI, y un relieve en madera sin policromar con La imposición de la casulla a San Ildefonso. A la altura del mismo tramo, y adosado a uno de los pilares, hay un elegante púlpito de rejería del siglo XVI. En este lado se encuentra también un elaborado cancel barroco de madera que portega la entrada del mediodía. Sobre el coronamiento, una talla de San Juan Evangelista.
Avanzando hacia los pies de la iglesia se encuentra una hornacina que cobija el Retablo de Santa Lucía, de Antonio Picardo. Se trata de un retablito renacentista de tres calles, enmarcadas por cuatro columnas jónicas, de finales del siglo XVI, con una espléndida imagen de la santa titular en la hornacina central y un relieve del Padre Eterno engarzado en el ático semicircular.
Pasando al lado del Evangelio, y avanzando desde los pies a la cabecera, se encuentra en primer lugar el baptisterio, que protege un pequeño cancel de forja con bolas doradas. En el siguiente tramo se sitúa la pequeña puerta de la escalera de caracol que da acceso al deambulatorio que corre por la parte superior de la iglesia. Seguidamente se encuentra el cancel barroco de madera, gemelo del anterior, que da a la puerta norte y que corona una imagen de madera policromada de san Marcos. En los tramos más cercanos a la cabecera existen otros pequeños retablos, entre los que destaca el dedicado a San Miguel Arcángel, con mazonería sin dorar y talla policromada de San Miguel en la pose habitual de alancear al Diablo.

#### Coro
A los pies de la iglesia, en el primer tramo de la nave central, sobre un arco carpanel y bajo una cúpula de medio naranja sobre cuatro pechinas con las figuras de los evangelistas en yeso policromado, se sitúa el coro. En el mismo se conserva el mueble de un fastuoso órgano barroco, que en la actualidad carece prácticamente de material sonoro, pero que tuvo uno de los más importantes de la época, acorde con su espléndida caja. Fue construido entre 1715 y 1717 por los maestros organeros Antonio Pérez y Gregorio González. Un sólido pedestal, formado por casetones con tallas doradas, donde está el teclado y los registros, soporta una trompetería horizontal en forma de W. Sobre ella se levanta un torreón central de dos cuerpos y a cada lado 14 castillos de tubos en forma escalonada. El órgano se corona, a 9 metros de altura, con la cruz de Santiago.

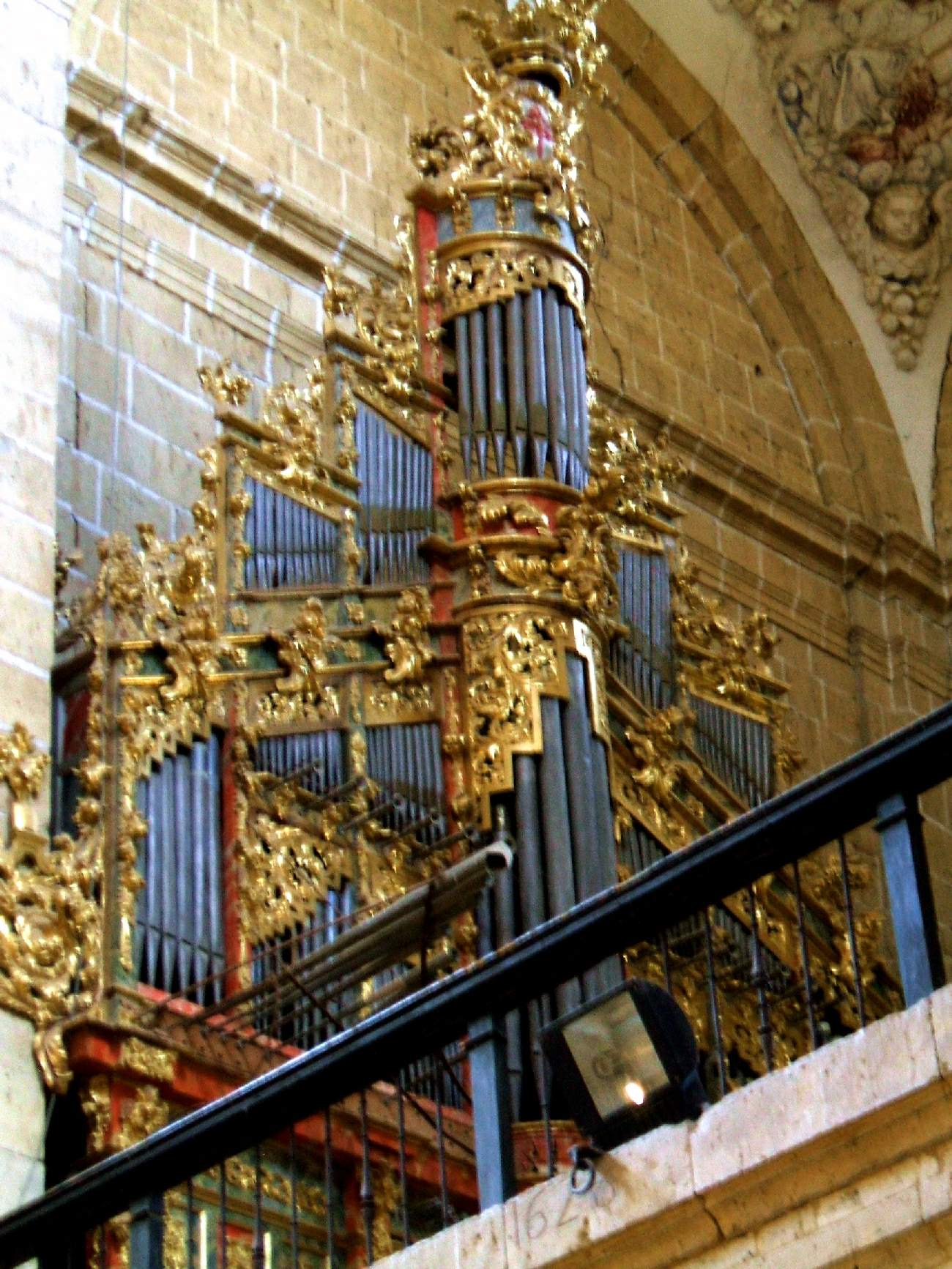
Órgano barroco

#### Sacristía
Junto a la cabecera del lado del Evangelio se encuentra la Sacristía. Se accede a ella a través de un arco triunfal renacentista de sabor platereso, que conecta estilísticamente con la portada del mediodía. Como aquella, esta portada está formada por un arco carpanel entre dos columnas de orden corintio que sostienen un entablamiento con friso. El hueco semicircular de su parte superior, en el lugar del tímpano, se aprovecha como armario archivo, protegido con una reja.
Se trata de una estancia cuadrada, de altos muros, cubierta con bóveda estrellada. Conserva la policromía original de las piedras fingidas en los plementos y las figuras policromadas de Santiago y los Doctores de la Iglesia en las claves. Es la pieza que más sabor gótico conserva de todo el complejo de la iglesia, y fue proyectada en su integridad por Rodrigo Gil de Hontañón.
En el lado opuesto a la entrada hay tres arcos que contienen una cajonería barroca. En el centro, El Cristo de la Clemencia, de Pedro de Bolduque, y a los lados dos pinturas sobre cobre, de la escuela de Rubens, La Adoración de los pastores y La Crucifixión. Se encuentran también aquí dos grandes estatuas de San Blas y San Esteban, de tamaño mayor que el natural, pertenecientes al antiguo retablo de la iglesia, obra de Pedro de Bolduque. Otra talla de San Blas, obra de Tomás de la Sierra, representa el momento en que el santo socorre con un pan a un enano a sus pies.
Desde la Sacristía, una pequeña puerta, protegida por una reja, da acceso al antiguo oratorio de la Cofradía de la Vera Cruz. Es una minúscula estancia cuadrada, con cúpula de media naranja y parades totalmente revestidas de pintura ornamental. Su único mobiliario es un retablito barroco con transparente.